# Assedio di Mossul (1743)
L’Assedio di Mosul (1743) fu l'assedio della città ottomana di Mosul nella Mesopotamia settentrionale ad sopra dell'esercito di Nadir Shah nel corso dell'invasione persiana dell'Impero ottomano del 1743.

## L'inizio dell'assedio
Il treno d'assedio persiano venne molto aumentato dalle prime campagne di Nadir dal momento che il generale safavide aveva incluso in esso cannoni pesanti e mortai adatti agli assedi. Ad ogni modo, a causa del degenerare della malattia mentale di Nadir e della sua impazienza di progredire nell'assedio, ordinò un assalto prematuro alla città dove 40 000 soldati persiani furono impegnati a scalare le mura con l'uso di scale. L'attacco venne portato avanti con pesanti perdite. Nadir inviò una delegazione nella città ed il comandante della guarnigione la ricevette apertamente, offrendosi di inviare le richieste a Istanbul e di offrire doni allo scià. Istanbul inviò alcuni plenipotenziari a negoziare un trattato di pace con Nadir che però doveva ritirarsi dal confine turco.

## Conclusione
L'esercito persiano lasciò l'assedi di Mosul, anche se l'assedio di Basra a sud continuò lo stesso. Il trattato di pace venne negoziato e siglato da ambo le parti, ma il sultano ottomano rinnegherà in seguito i termini di questo accordo, sanzionando la ripresa delle ostilità che portò alla Battaglia di Kars (1745).